# Luigi Rovati
Luigi Rovati (født 24. november 1904 i Milano, død 8. marts 1989) var en italiensk bokser, som deltog i de olympiske lege 1932 i Los Angeles.
Rovati vandt en firenationersturnering i Berlin i maj 1932, og dette gav ham billetten til OL samme år.
Rovati stillede op i sværvægt, hvor der kun var seks deltagere. Rovati var oversidder i første runde og mødte derpå Fred Meary fra USA i semifinalen. Denne kamp vandt Rovati, der dermed var i finalen mod argentineren Santiago Lovell, som argentineren vandt.
Rovati forsøgte sig senere som professionel, men han tabte alle fire kampe, han stillede op i, og i 1937 indstillede han derfor karrieren.